# Qusar (Stadt)
Qusar (auch Gusar oder Gusari) ist eine Stadt in Aserbaidschan. Sie ist Hauptstadt des Bezirks Qusar. In der Stadt leben 18.600 Einwohner (Stand: 2021) 2014 betrug die Einwohnerzahl etwa 17.600.
Die Stadt erstreckt sich entlang dem Fluss Qusar. In der Stadt mit einem erheblichen Bevölkerungsanteil von Lesgiern befinden sich das Lesgische Nationaltheater und das Lesgische Nationalmuseum. Außerdem gibt es eine Moschee. Die Stadt ist an das Busnetz Aserbaidschans angebunden.
In der Stadt ist der Verein FK Şahdağ-Samur ansässig, der dort ein Stadion hat.